# Telitromicina
La telitromicina è  un ketolide, un antibiotico  semisintetico più stabile dei macrolidi, per la presenza di un carbonile in 3 al posto dello zucchero. 
In generale è più attivo nei confronti dei cocchi gram + rispetto ai macrolidi .

## Indicazioni
Il principio attivo viene utilizzato in casi di polmonite, sinusite, faringite causata da streptococco beta emolitico e nelle esacerbazioni bronchite cronica.
Risultano sensibili gram+ gram- e organismi atipici intracellulari, importante è l'azione nei confronti dello Streptococcus pneumoniae anche resistente a macrolidi e betalattamici, stafilococchi anche meticillino-resistenti, haemophilus, moraxella, mycoplasma hominis, mycoplasma pneumoniae, chlamydia e legionella.

## Controindicazioni
Controindicata in caso di allattamento o danni epatici.

## Effetti collaterali
Fra gli effetti collaterali riscontrati si evidenziano nausea, diarrea, sonnolenza, diplopia, stomatite, anoressia, vampate di calore, orticaria.